# Penitencjaria Apostolska

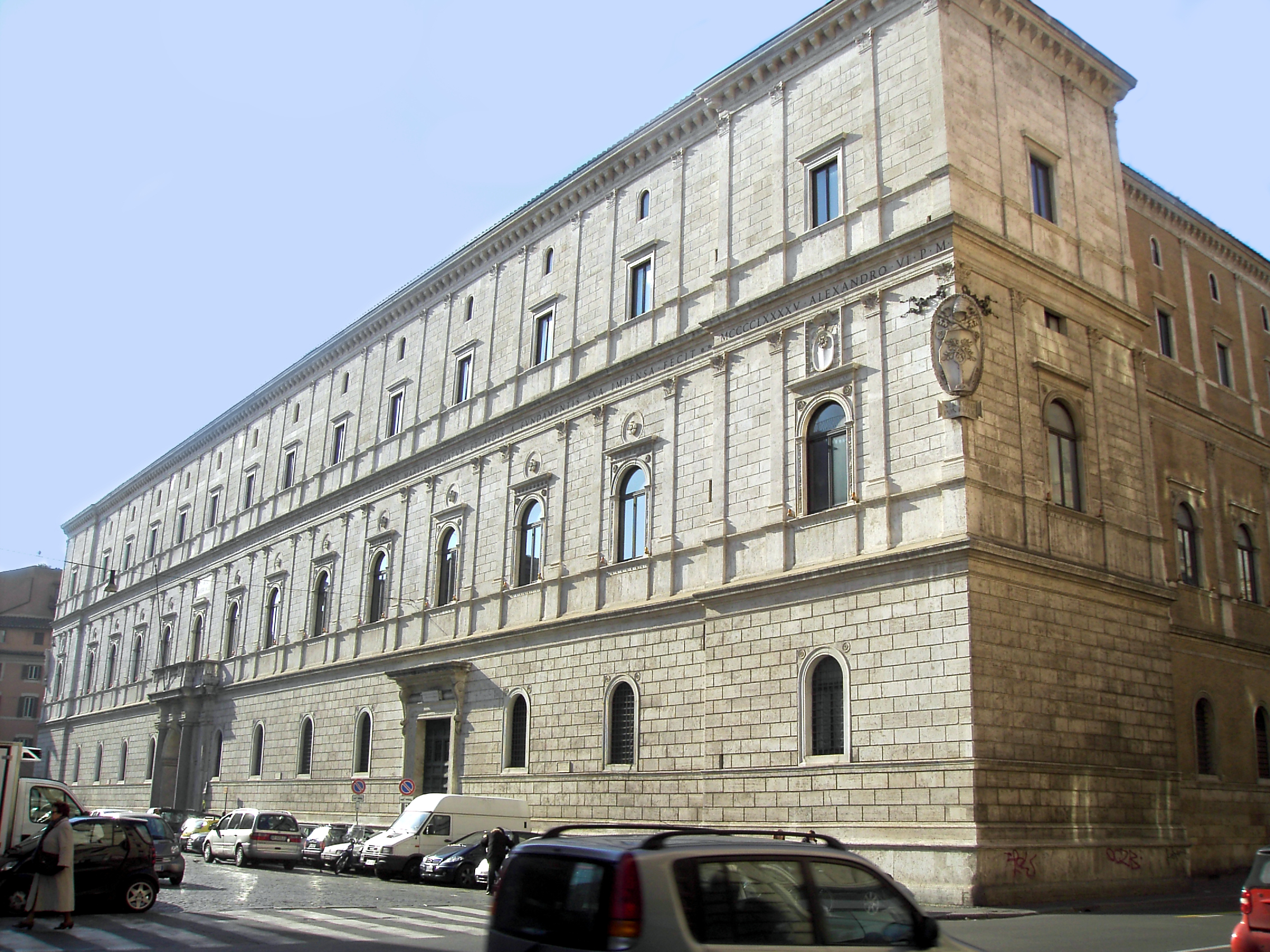
Zdjęcie budynku Penitencjarii Apostolskiej – palazzo Riario o Cancelleri

Penitencjaria Apostolska, zwana także potocznie Trybunałem Pokuty – najwyższy sąd kościelny Kościoła rzymskokatolickiego rozpatrujący sprawy sumienia.

## Historia
Pierwsze wzmianki o kardynale penitencjarzu pochodzą z czasów papieża Benedykta II, który w imieniu papieża rozgrzeszał z poważniejszych przewinień wiernych kierowanych do Rzymu przez swoje diecezje lub przybywających z własnej inicjatywy. Z 1256 roku pochodzi pierwsza wzmianka o penitencjarii. Papież Benedykt XII w konstytucji In argo dominico z 8 kwietnia 1338 r.  określił strukturę i kompetencję tej instytucji. Pierwszą poważną reformę penitencjaria przeszła w XVI wieku. Papież Pius V wprowadził wówczas wymóg, że penitencjariusz większy miał być kardynałem prezbiterem posiadającym odpowiednią wiedzę teologiczną i prawniczą. W okresie rewolucji rola penitencjarii wzrosła, a jej wpływy ukrócił dopiero papież Pius X w związku z reformą Kurii Rzymskiej w 1908. Konstytucja apostolska Que divinitus Nobis papieża Pius XI z dnia 25 marca 1935 roku otwiera obecny charakter dykasterii, gdyż większość jej regulacji powielono w konstytucji Regimini Ecclesiae Universae papieża Pawła VI.

## Kompetencje i organizacja
W jej kompetencji leżą wszystkie kwestie, które dotyczą zakresu wewnętrznego oraz związane z odpustami. Udziela on rozgrzeszeń, dyspens oraz innych łask zastrzeżonych Stolicy Apostolskiej, oraz rozstrzyga sprawy związane ze sprawowaniem sakramentu pokuty. Na czele dykasterii stoi penitencjariusz większy, obecnie kardynał Angelo de Donatis. Jego zastępcą jest regent (Regens) Penitencjarii Apostolskiej. Jest nim obecnie bp Krzysztof Nykiel.

## Lista penitencjariuszy większych
- Niccolò de Romanis (1216–1218)
- Tommaso da Capua (1219–1239)
- Hugues de Saint-Cher OP (1244?–1263)
- Gui Foucault (1263–1265)
- Enrico Segusio (1266–1271)
- Pierre de Tarentaise OP (1273–1276)
- Bertrand de Saint-Martin OSB (1276–1278)
- Bentivenga da Bentivengi OFM (1279–1289)
- Matteo d'Acquasparta OFM (1289-1302)
- Gentile da Montefiore OFM (1302-1305)
- Berenger Fredol (ok. 1306-1323)
- Gauscelin de Jean (ok. 1323-1348)
- Etienne Aubert (1348-1352)
- Gil Álvarez de Albornoz (1353-1359)
- Francesco degli Atti (regens penitencjarii ok. 1353-1359, penitencjariusz 1359–1361)
- Guillaume Bragose (1361-1367)
  - Galhardus de Boscoviridi (regens penitencjarii 1367-1369)
- Étienne de Poissy (1369-1373)
- Jean du Cros (1373-1378[1])
  - Giovanni d’Amelia (regens penitencjarii 1378)
- Eleazario da Sabrano (1378-1379)
  - Augustin de Lanzano (regens penitencjarii 1379-1382)
- Luca Rodolfucci de Gentili (1382-1389)
  - Augustin de Lanzano (regens penitencjarii 1388-1389)
- Niccolò Caracciolo Moschino OP (1389)
- Francesco Carbone (1389-1405)
- Antonio Caetani (1405-1412)[2]
- Pierre Girard (1409-1415)[2]
- Giovanni Dominici (obediencja rzymska 1408-1415)
- Giordano Orsini (1415-1438)
- Niccolò Albergati (1438-1443)
- Giuliano Cesarini (1443-1444)
- Giovanni Berardi (1445-1449)
- Domenico Capranica (1449-1458)
- Filippo Calandrini (1458-1476)
- Giuliano della Rovere (1476–1503)
- Pedro Luis de Borja (1503-1511)
- Leonardo Grosso della Rovere (1511-1520)
- Lorenzo Pucci (1520-1529)
- Antonio Pucci (1529-1544)
- Roberto Pucci (1545-1547)
- Ranuccio Farnese OSIoHieros (1547-1565)
- Carlo Borromeo (1565-1572)
- Giovanni Aldobrandini (1572-1573)
- Stanisław Hozjusz (1574-1579)
- Filippo Boncompagni (1579-1586)
- Ippolito Aldobrandini (1586-1592)
- Giulio Antonio Santori (1592-1602)
- wakat (1602-1605)[3]
- Cinzio Passeri Aldobrandini (1605-1610)
- Scipione Caffarelli-Borghese (1610-1633)
- Antonio Marcello Barberini OFMCap (1633-1646)
- Orazio Giustiniani CO (1647-1649)
- Niccolò Albergati-Ludovisi (1650-1687)
- Leandro Colloredo CO (1688-1709)
- Fabrizio Paolucci, propenitencjariusz (1709-1710); penitencjariusz (1710-1721)
- Bernardo Maria Conti OSBCas (1721-1730)
- Vincenzo Petra, propenitencjariusz (1730); penitencjariusz (1730-1747)
- Gioacchino Besozzi OCist (1747-1755)
- Antonio Andrea Galli CanRegLat (1755-1767)
- Giovanni Carlo Boschi (1767-1788)
- Francesco Saverio de Zelada (1788-1801)
- Leonardo Antonelli (1801-1811)
- Michele di Pietro (1811-1821)
- Francesco Saverio Castiglioni (1821-1829)
- Emmanuele de Gregorio (1829-1839)
- Castruccio Castracane degli Antelminelli (1839-1852)
- Gabriele Ferretti (1852-1860)
- Antonio Maria Cagiano de Azevedo (1860-1867)
- Antonio Maria Panebianco OFMConv (1867-1877)
- Luigi Bilio CRSP (1877-1884)
- Raffaele Monaco La Valletta (1884-1896)
- Isidoro Verga (1896–1899)
- Serafino Vannutelli (1899-1915)
- Willem Marinus van Rossum CSsR (1915-1918)
- Oreste Giorgi (1918–1924)
- Andreas Frühwirth OP (1925-1927)
- Lorenzo Lauri (1927-1941)
- Nicola Canali (1941-1961)
- Arcadio María Larraona CMF (1961–1962)
- Fernando Cento (1962-1967)
- Giuseppe Antonio Ferretto (1967–1973)
- Giuseppe Paupini (1973-1984)
- Luigi Dadaglio propenitencjariusz (1984–1985); penitencjariusz (1985–1990)
- William Wakefield Baum (1990–2001)
- Luigi De Magistris, propenitencjariusz (2001–2003)
- James Stafford (2003–2009)
- Fortunato Baldelli (2009–2012)
- Manuel Monteiro de Castro (2012−2013)
- Mauro Piacenza (2013-2024)
- Angelo De Donatis (od 2024)